# Terry Southern

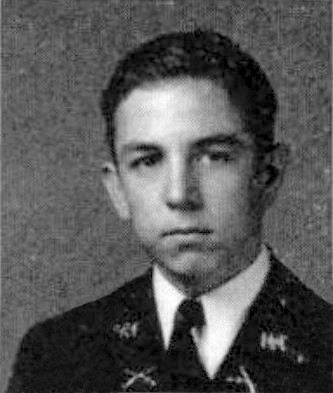
Terry Southern im Jahrbuch seines Colleges

Terry Southern (* 1. Mai 1924 in Alvarado, Texas; † 29. Oktober 1995 in Morningside Heights, Manhattan, New York) war ein US-amerikanischer Schriftsteller, Essayist, Drehbuchautor und Hochschullehrer.

## Leben
Terry Southern war ein einflussreicher Schriftsteller und Drehbuchautor und Teil der Pariser literarischen Bewegung in der Zeit nach dem Zweiten Weltkrieg sowie der Beat Generation im Greenwich Village. Er lebte in London, dem Zentrum der Swinging Sixties, und war ein Wegbereiter für die Weiterentwicklung des US-amerikanischen Films in den 1970er Jahren. Während der 1980er Jahre schrieb er für die Comedy-Show Saturday Night Live und lehrte das Verfassen von Drehbüchern an einigen New Yorker Universitäten.
Southerns schwarzhumoriger und oftmals absurder Stil beeinflusste und beeindruckte Generationen von Autoren, Lesern, Regisseuren und Kinobesuchern. Der Schriftsteller Tom Wolfe nannte ihn einen Wegbereiter des New Journalism. In diesem Zusammenhang wird häufig Southerns Publikation Twirling at Ole Miss aus dem Jahr 1962 genannt. Der US-Amerikaner schrieb unter anderem die Drehbücher für Dr. Seltsam oder: Wie ich lernte, die Bombe zu lieben, The Loved One, Cincinnati Kid oder Easy Rider.
Terry Southern ist auf dem Cover des Beatles-Album Sgt. Pepper’s Lonely Hearts Club Band zu erkennen. Er steht dort in der zweiten Reihe. Southern begleitete die Band The Rolling Stones 1972 bei ihrer USA-Tournee, berichtete für Saturday Review und war ein Saufkumpan des Gitarristen Keith Richards.

## Werke (Auswahl)

### Bücher
- 1958: Flash and Filigree
- 1958: Candy (deutsch: Candy oder die sexte der Welten. Rowohlt, 1967, 1986)[2]
- 1959: The Magic Christian
- 1960: Writers in Revolt
- 1965: Journal of The Loved One
- 1967: Red-Dirt Marijuana and Other Tastes
- 1970: Blue Movie (deutsch: Der Super-Porno)
- 1992: Texas Summer

### Drehbücher
- 1964: Dr. Seltsam oder: Wie ich lernte, die Bombe zu lieben (Dr. Strangelove or: How I Learned to Stop Worrying and Love the Bomb)
- 1965: Tod in Hollywood (The Loved One)
- 1965: Der Fänger (The Collector)
- 1966: Cincinnati Kid (Cincinnati Kid)
- 1967: Casino Royale (Casino Royale)
- 1967: Die nackten Tatsachen (Don't make Waves)
- 1968: Barbarella
- 1969: Easy Rider
- 1969: Magic Christian (The Magic Christian)
- 1970: Der Weg in den Abgrund (End of the Road)
- 1975: Stop Thief!
- 1978: mit Annie Leibovitz: The Rolling Stones On Tour. Dragon’s Dream.
- 1980: Randy: The Electric Lady
- 1986: Telefon Terror (The Telephone)

### Interview
- 1963: Alson Anderson, Terry Southern: Nelson Algren. In: Wie sie schreiben. Sechzehn Interviews. Herausgegeben und eingeleitet von Malcolm Cowley. Aus dem amerikanischen Englisch übersetzt von Wilhelm Borgers und Günther Steinbrinker. Rowohlt, Reinbek bei Hamburg, S. 231–245 u. 305.